# بنجامین گاره
بنجامین گاره (انگلیسی: Benjamín Garré؛ زادهٔ ۱۱ ژوئیهٔ ۲۰۰۰) بازیکن فوتبال اهل آرژانتین است.
از باشگاه‌هایی که در آن بازی کرده‌است می‌توان به باشگاه فوتبال منچستر سیتی اشاره کرد.
وی همچنین در تیم‌های ملی فوتبال Argentina national under-17 football team و زیر ۲۰ سال آرژانتین بازی کرده‌است.